# النهاية والبداية
البداية والنهاية (بالبولندية: Koniec i poczatek) هي مجموعة شعرية للشاعرة البولندية فيسوافا شيمبورسكا، الحائزة على جائزة نوبل في الأدب لعام 1996. نُشرت المجموعة لأول مرة عام 1993. ترجمها للعربية هاتف الجنابي وصدرت عن دار المدى سنة 1999. تُعد من أبرز أعمالها الشعرية، حيث تعكس انشغال شيمبورسكا بأسئلة الذاكرة، التاريخ، المعنى، والوجود الإنساني، مقدَّمة بلغة تجمع بين البساطة والسخرية والتأمل الفلسفي العميق.

## المضامين
صدرت المجموعة في ظل تحولات سياسية وثقافية عميقة شهدتها بولندا وأوروبا الشرقية في تسعينيات القرن العشرين، بعد سقوط الشيوعية. يشير الناقد ستانيسواف بارانشاك إلى أن القصائد تُجسد "الانتقال من الكارثة إلى المحو، ومن الصمت إلى السؤال، ومن الحطام إلى إمكانية المعنى".تتناول قصائد المجموعة مواضيع مثل الحرب، والذاكرة الجماعية، والهوية، والفلسفة، وعبثية الموت، وتسائل القيم المعرفية والتاريخية بطريقة ساخرة وإنسانية. تحمل القصيدة التي أعطت عنوانًا للمجموعة، "البداية والنهاية"، تأملًا في ما يحدث بعد الحرب، مركزة على التناقض بين الدمار الكبير وبساطة إعادة البناء:
"بعد كل حربٍ
لا بدّ من شخص ما
ليُعيد ترتيب الأمور..."

يرى نقاد مثل كلير كافاناه أن شيمبورسكا تتعامل مع هذه المواضيع بأسلوب أقرب إلى المنهج العلمي المتشكك، بينما يرى آخرون أن المجموعة تقدم أخلاقيات للشك والتواضع المعرفي.يعتمد أسلوب شيمبورسكا على الاقتصاد اللغوي، والمفارقة، واستعمال التفاصيل اليومية لطرح أسئلة وجودية كبرى. يصفها تشيس نوتيبوم بأنها تمارس الشعر كما يمارس العلماء تجاربهم: بدقّة وبدافع السؤال، وليس اليقين.

## الاستقبال والنقد
حظيت المجموعة بترحيب نقدي واسع، واعتُبرت من أهم أعمال شيمبورسكا. أشار الشاعر البولندي آدم زاغاييفسكي إلى أن شعرها يجمع بين أقصى درجات البساطة وعمق الرؤية. وقد ساهمت المجموعة في ترشيحها لجائزة نوبل، حيث وصفتها الأكاديمية السويدية بأنها تكشف في كل قصيدة ومضة من الوجود الإنساني.كما أثرت مجموعة البداية والنهاية في جيل كامل من الشعراء البولنديين والأوروبيين، واعتُبرت نقطة تحول في فهم وظيفة الشعر في عالم ما بعد الحرب. فقد تميزت بطرح أسئلة وجودية من دون الوقوع في المباشرة، واستخدمت لغة الحياة اليومية لإيصال أفكار فلسفية عميقة.وأشاد النقاد بقدرتها على خلق توازن بين التأمل الشخصي والسياق الجماعي، بين صوت الشاعر وصدى التاريخ. كما أصبحت بعض قصائدها مقررة في المناهج التعليمية في بولندا، ومثار اهتمام في الدراسات المقارنة للأدب ما بعد الحداثي.
يشير بعض النقاد إلى استخدام شيمبورسكا استراتيجيات السرد غير المباشر والكتابة من موقع \"المنطقة الرمادية\" لطرح أسئلة عن الأخلاق، الذاكرة، والانتماء. ويصفها نقّاد بولنديون بأنها جمعت بين التهكم الهادئ والانفعال الحميم بأسلوب غير خطابي.